# Jan Kauzik

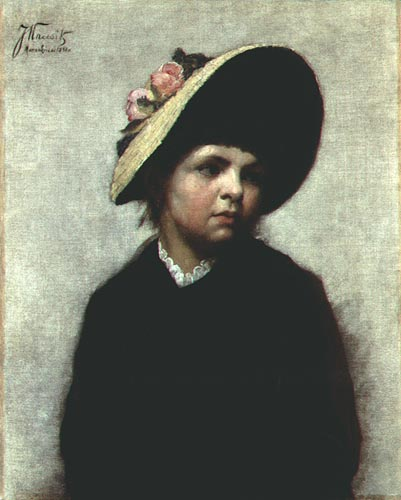
Portret dziewczynki

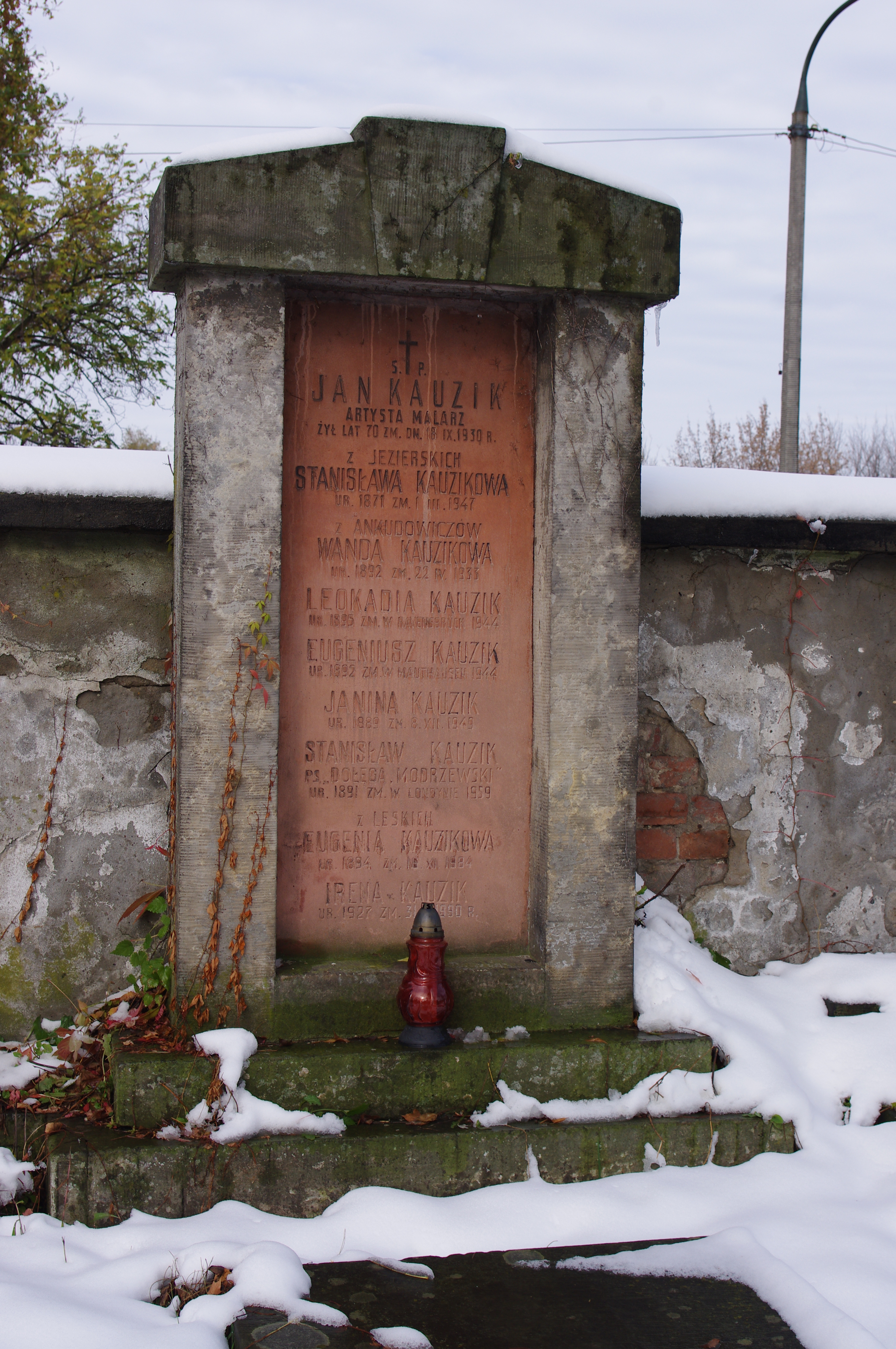
Grobowiec Jana Kauzika

Jan Kazimierz Kauzik (ur. 8 lutego 1860, zm. 18 września 1930) – polski artysta malarz i pedagog.

## Życiorys
Studiował w Warszawskiej Klasie Rysunkowej 1875–1881 u Wojciecha Gersona i Aleksandra Kamińskiego. Otrzymał nagrodę pieniężną i stypendium Towarzystwa Zachęty Sztuk Pięknych w Warszawie. 
W latach 1882–1885 studiował u Aleksandra Wagnera w Akademii Sztuk Pięknych w Monachium (Malschule: od 21 X 1882 r.)
Po powrocie do Warszawy został profesorem w Klasie Rysunkowej. Od 1903 wykładał także na kursach malarstwa przy Muzeum Przemysłu i Rolnictwa.
W swojej twórczości był konserwatywny, nie ulegał wpływom nowych kierunków w sztuce. Malował sceny rodzajowe, krajobrazy, portrety i obrazy treści religijnej. W latach 1883–1909 wystawiał swoje prace w Towarzystwie Zachęty Sztuk Pięknych w Warszawie oraz w Towarzystwie Przyjaciół Sztuk Pięknych w Krakowie.

## Życie prywatne
Syn Jana i Klementyny z Polecińskich. W 1888 r. ożenił się ze Stanisławą Leontyną Jezierską (1871-1947). Razem mieli czworo dzieci: Janinę (1889-1949), Stanisława (1891-1959), Eugeniusza (1892-1944) i Leokadię (1895-1944).
Został pochowany w grobowcu rodzinnym na cmentarzu Powązkowskim w Warszawie (pod murem ul. Tatarskiej-250/251).